# Plan Maison
Plan Maison (pron. fr. AFI: [plɑ̃ mezɔ̃]) è una località montana del comune di Valtournenche in Valle d'Aosta, a quota di 2.561 m s.l.m.. Si trova nella conca del Breuil all'interno del comprensorio sciistico Matterhorn Ski Paradise e da qui si può partire per salire sul Cervino lungo la via normale italiana. Da Plan Maison è inoltre possibile raggiungere il Lago Goillet.

## Impianti sciistici
E' raggiunta da Cervinia con una telecabina a sei posti e una funivia. Da qui parte la telecabina a dodici posti per la stazione Cime Bianche Laghi (2810 m), punto di partenza della funivia del Plateau Rosa. Da qui parte anche la seggiovia omonima e c'è lo skilift Baby la Vieille, per i principianti e da qui anche la mitica funivia del Furggen e le vecchie funivie che portavano al Plateau Rosa.
Numerose sono le piste che scendono a Breuil-Cervinia: un tempo c'erano la 1 e la 2, due piste nere. Oggi queste due piste non vengono più battute e non sono nemmeno segnate sulle cartine. Adesso, gli sciatori possono servirsi delle piste 3 e 3bis (rosse) e la pista 5 (blu). Vi sono tre bar, un hotel, un'area pic-nic e altre strutture ricettive minori.